# 香港航空貨運
香港航空貨運（英語：Hong Kong Airlines Cargo）曾經為香港航空旗下的貨運部門，以香港國際機場作為樞紐，提供來往香港至亞洲區域的貨運服務。旗下業務包括普通貨物載運、牲口動物載運、快遞及優先貨物、危險貨物、小型包裹之速遞服務、貨運包機服務及陸路卡車接駁服務等。港航貨運辦事處位於香港尖沙咀廣東道25號港威大廈，並於世界超過40個城市設有其營業部及代理。

2014年度，港航貨運承運總量首次突破三十萬噸，同比增長33%，市場佔有率為全港第二位。
香港航空貨運隸屬於香港航空，採用與香港航空民航處航空營運人許可證以及空運牌照局空運牌照，同時沿用香港航空的國際航空運輸協會及國際民用航空組織航空公司編碼。而隨着香港的空運及物流業迅速發展，香港國際機場躍身成為全球航空貨運吞吐量最大機場的優勢，以及三跑道系統全面運作所預測的客運量及貨運量增長和潛在運力，目前的資源將不敷應用。有見及此，香港航空決定分拆其貨運業務，於2017年正式啟動子公司香港貨運航空專門處理其貨物運送服務的營運。
新成立的香港貨運航空獨立於香港航空，以不同的民航處航空營運人許可證以及空運牌照局空運牌照營運。開業首兩年，香港貨運航空將會全面承接現時由香港航空貨運部門營辦的全貨運服務，航線網絡將覆蓋國內外15個城市；未來除發展高端貨運業務，亦會建立自家品牌的環球電子商貿平台，以擴大其行業佔有率。

## 機隊
香港航空採用全新貨機機隊，並擁有亞洲首架A330-200F貨機（現已轉往香港貨運航空），首架貨機啟動典禮更邀請署理民航處處長梁汝強JP、機管局行政總裁許漢忠JP、空中巴士代表Mr. Julien Franiatte等一眾嘉賓出席。

## 航線
香港航空貨運以香港為基地，航線包括由香港至中國的鄭州、北京、上海、海口、昆明、哈爾濱、桂林、太原、杭州、南京、成都、重慶、福州、貴陽、海拉爾、廈門；日本的沖繩
；東南亞的曼谷、河內、峇里島、布吉、；臺灣的臺北等，配合客機腹艙載貨運力，確保提供最高品質的貨運服務。
2013年8月，開辦來往香港至達卡的貨運包機航線。

2013年11月，開辦「香港-吉隆坡-香港」貨運航線服務，每週兩班。

2014年2月，開辦「香港-首爾仁川-香港」貨運航線服務，每週三班。

2014年11月，開辨「香港-伊斯坦堡-香港」貨運航線，每週2班，經停德里（印度）及阿拉木圖（哈薩克斯坦），為目前港航貨運達至最長航距的洲際貨運航線。